# 조지 포먼
조지 에드워드 포먼(영어: George Edward Foreman, 1949년 1월 10일 ~ 2025년 3월 21일)은 미국의 전직 권투 선수이자 목회자 겸 기업인으로 1968년 하계 올림픽 금메달리스트이며 WBC, WBA, IBF 통합 세계 챔피언 출신이다.

## 생애
1949년 1월 10일 텍사스주 마셜에서 태어나 휴스턴에서 자라 온 포먼은 1968년 하계 올림픽에서 헤비급 금메달을 획득했는데 이 당시 수많은 아프리카계 미국인 육상 선수들이 인종 차별에 대항하며 블랙 파워 시위를 벌이는 반면 포먼은 결승전에서 우승 후에 작은 성조기를 들고 펄럭였다고 한다.
1969년 프로로 전향한 후 1973년 자메이카의 수도 킹스턴에서 조 프레이저를 꺾고 타이틀을 얻은 뒤 베네수엘라의 수도 카라카스에서 열린 켄 노턴과의 경기에서도 2회 KO승을 거두며 챔피언 타이틀을 지켰지만 이듬해인 1974년 콩고 민주 공화국의 수도 킨샤사에서 열린 무하마드 알리와의 경기에서 알리의 로프 작전에 휘말린 끝에 KO패를 당하며 챔피언 타이틀을 상실했다.
이 패배는 자신이 프로로 전향한 이후 처음이었으며 1976년 론 라일과 조 프레이저를 상대로 5회 KO승을 거둔 후 1977년 3월에 열린 지미 영과 경기를 끝으로 복싱계에서 은퇴했고 특히 지미 영과의 경기를 마친 후 탈의실에서 갑자기 심장마비로 쓰러졌다가 수술 성공 후 기적적으로 살아났는데 이는 포먼의 인생을 바꾼 결정적인 계기가 되었다.
이후 개신교 신자로 개종하여 '저승사자에 붙들려 지옥으로 끌려가던 도중 하나님께 자신을 살려줄 것을 간구했더니 하나님이 나타나서 구해줬다'는 간증을 했으며, 전도사로 선교 활동을 이어가다가 목사직을 안수받은 뒤 여러 지역에서 목회 활동을 펼치는 동안 전국적인 기독교 관련 방송에 나와서 자주 간증을 하기도 했다.
그리고 선수 시절 모아둔 자신의 재산을 전도 활동과 청소년 센터 건립 등 신앙활동에 모두 내놓았을 뿐만 아니라 거리에 버려져 자연스레 불량배가 되고 갱단에 들어가기 좋은 환경에 노출된 청소년들을 보살피는 역할까지 맡았다.
38세 때이던 1987년 자선 활동에 필요한 자금을 마련하기 위해 다시 링으로 복귀했고 그로부터 3년 뒤인 1990년에는 백인 선수 제리 쿠니를 상대로 2라운드 KO승을 거둔 뒤 이듬해인 1991년 4월에 열린 헤비급 세계 챔피언인 이밴더 홀리필드와의 경기에서는 아쉽게 패하면서 챔피언 타이틀 재획득에 실패했지만 만 42세의 나이에도 12라운드까지 끌고 가는 저력을 보여주었다.
이후 1994년 11월 5일 당시 무패 행진을 달리고 있던 세계 챔피언 마이클 무어러를 상대로 10라운드에서 KO승을 거두며 45세 10개월이라는 당시 최고령의 나이에 WBA와 IBF 챔피언 타이틀을 모두 얻었는데 이는 이전의 챔피언이었던 조 월컷에 비해 7년 늦은 것이었다.
자신의 28년 선수 경력 동안 76승(68 KO승) 5패의 기록을 남기고 1997년 정식으로 은퇴를 선언했으며 1980년대 후반에 인기 있는 텔레비전 명사가 되었다.

## 은퇴 이후
1997년 28년간 정들었던 복싱계를 떠난 후 요리기구 및 주방 용품 회사에 고용되어 자신의 이름이 붙은 브랜드가 출시되었고 노익장의 대명사이자 개신교로 개종한 이후 변화된 행동과 성격의 소유자로서 이미지 변신에 성공하면서 대중들로부터 많은 사랑과 인기를 얻었다.
이후 1999년에는 솔턴사라는 또 다른 주방 용품 기업과 종신 계약을 맺었는데 당시 솔턴사는 포먼의 그릴 모델료와 회사 주식을 포함해 약 1,800억원을 지급했고 이후 추가로 매년 그릴 수익도 받았으며 이는 포먼이 선수 시절 받은 파이트 머니보다도 훨씬 많은 액수였다.
이뿐만 아니라 KFC, 도리토스와 계약을 맺었고 이와는 별개로 레스토랑 프랜차이즈도 따로 보유했고 현재까지도 복서 재산 통계에서 플로이드 메이웨더 주니어에 이어 2위로 거의 항상 손꼽히고 있다.
포먼의 딸인 프리다도 미들급 여자 복서로 활동하는 동안 6전 5승 1패 3KO승의 좋은 성적을 남기고 사실상 은퇴 수순을 밟았고 그 당시 포먼은 딸인 프리다가 복싱하는 것을 원치 않아 계속 은퇴를 권했다고 하며 이후 프리다는 2019년 3월 42년의 짧은 생애를 마감하고 말았다.
현역 시절 한때 무하마드 알리가 자신을 무시했다는 이유로 사이가 나빴었으나 2000년대 초반의 인터뷰에서는 알리와 함께 행사에 참가한 적도 있다며 '더 이상 알리에게 유감이 없다'라고 밝혔고 알리가 이밴더 홀리필드와의 경기를 앞둔 포먼을 향해서도 '행운을 빈다'라는 말과 함께 격려도 해준 것을 보면 그 이전에 화해가 이뤄졌을 것으로 추측된다.
이후 NBC에서 제작한 꽃보다 할배의 미국판 리메이크 프로그램인 'Better Late Than Never'에서는 1970년대 시트콤 '해피 데이즈' 주연인 미국 배우 헨리 윙클러, 드라마 '스타 트렉'에서 제임스 커크 선장역으로 출연한 캐나다 배우 윌리엄 샤트너, 과거 피츠버그 스틸러스 소속으로 NFL 슈퍼볼 4번의 우승을 거머쥔 전 미식 축구 선수이자 현 NFL 해설가인 테리 브래드쇼 그리고 미국 코미디언 겸 배우인 제프 다이와 함께 출연하여 이 중 2016년에는 대한민국을 방문하여 걸그룹 소녀시대도 만났다.
그리고 페라리, 람보르기니 등 한화로도 억대인 슈퍼카를 보유하고 있을 정도로 자타공인 자동차 매니아이지만 의외로 생애 첫 차인 1977년형 폭스바겐 비틀이 포먼이 가장 아끼는 자동차라고 밝혔다.

## 사망
2025년 3월 21일 자신의 목회 활동 지역이었던 휴스턴에서 향년 76세를 일기로 세상을 떠났으며 미국의 매체인 TMZ도 유족의 성명서를 인용하여 이 사실을 보도했는데 유족들의 말에 의하면 '포먼은 사랑하는 이들에게 둘러싸인 채 평화롭게 세상을 떠났다'라고 밝혔다.

## 같이 보기
- 무하마드 알리
- 마이크 타이슨